# Армавирская епархия (ААЦ)
Армави́рская епа́рхия (арм. Արմավիրի թեմ) — действующая епархия Армянской Апостольской церкви, в юрисдикцию которой входит Армавирская область Армении. Центром является город Армавир. Предводителем епархии является архиепископ Сион Адамян.
Армавирская епархия была образована в 1996 году Католикосом Всех Армян Гарегином I. Епархия охватывает Армавирскую область. Долгие годы церковь Святой Богородицы Бамбакашат считалась пресвитерией. В Армавирскую епархию входит вся территория Армавирской области с 97 приходами, куда входят города Эчмиадзин, Армавир, Мецамор, села Баграмян и другие. Население области составляет более 250 тысяч человек. Территория Армавирской области расположена на Араратской равнине.